# Karl Groos
Karl Groos (Heidelberg, 10 de diciembre de 1861 - Tübingen, 27 de marzo de 1946) fue un filósofo y psicólogo alemán que propuso una teoría instrumentalista evolucionaria del juego. Su libro Die Spiele der Tiere (el título en español: Los juegos de los animales) sugiere que jugar es una preparación para la vida.

## Biografía
Groos estudió en su ciudad natal, donde perteneció a dos hermandades de estudiantes, primero a la schwarze Verbindung y a la Vineta Heidelberg después. Fue profesor de filosofía en Gießen, en Basel y de 1911 a 1929 en Tübingen.
Entre sus alumnos estuvo el filósofo alemán Willy Moog que se doctoró con Groos en 1909 (Gießen) acerca de Goethe.

## Obra
Se centró sobre todo en la psicología del desarrollo y la psicología infantil y formuló una teoría del juego.
Él interpreta el juego como una preparación durante la niñez y la adolescencia para la vida adulta. Cuando los animales 'juegan' están poniendo en práctica diferentes instintos para la supervivencia, como la lucha. Este juego en la traducción al inglés se denomina pre-tuning.
El trabajo de Groos es poco relevante hoy en día, y la relación entre juego y estética se considera equivocada.
Otra área de estudio con el que Groos se ocupó era la psicología literaria, incluyendo el análisis estadístico de algunas obras literarias con el que llegó a conclusiones como que, por ejemplo, las obras de Schiller contienen el doble de momentos de expresión acústica que las de Goethe.
En 1938 fue elegido como miembro de la Leopoldina.

## Escritos
- 1892: Einleitung in die Ästhetik. Gießen: Ricker.
- 1896: Die Spiele der Tiere. Jena: G. Fischer. (3. Aufl. 1930)
- 1899: Die Spiele der Menschen. Jena: G. Fischer.
- 1902: Der ästhetische Genuss. Gießen: Ricker.
- 1904: Das Seelenleben des Kindes, Berlin: Reuther & Reichardt, mehrere Auflagen
- 1909: Befreiungen der Seele, Jena: Diederichs.
- 1910: Die akustischen Phänomene in der Lyrik Schillers. In: Zeitschrift für Ästhetik und allgemeine Kunstwissenschaft 5, 1910, Seite 545–570.
- 1920: Bismarck im eigenen Urteil, Stuttgart 1920
- 1922: Das Spiel. Jena: G. Fischer.